# 보그다노프 형제
이고르 유리예비치 보그다노프(Igor Yourievitch Bogdanoff)와 그레고리 "그리츠카" 유리예비치 보다노프(Grégoire "Grichka" Yourievitch Bogdanoff)는 프랑스의 쌍둥이 텔레비전 진행자이다.
귀족 가문에서 태어나 프랑스에서 자랐다. 이고르는 40분 차이로 먼저 태어난 형이다. 《Temps X》(1979~1989) 등 대중 과학 텔레비전 프로그램을 진행했다.
2001년부터 2002년에 걸쳐 보그다노프 형제는 학술지에 거짓 논문을 발표하는 보그다노프 사건을 일으켰다.
그리츠카와 이고르 보그다노프는 각각 2021년 12월 29일과 2022년 1월 3일에 코로나19로 사망했다. 뤽 페리 전 교육부 장관에 따르면 그들은 백신이 바이러스보다 위험하다며 백신을 맞지 않았다고 한다.